# Szurdok-szoros
A Szurdok-szoros (románul: Pasul Lainici vagy  Pasul Surduc) a Déli-Kárpátok hegyszorosa Romániában, Gorj és Hunyad megyék területén. Az észak–déli irányba tartó Zsil folyó fut benne. A terület 110 km ²-en a Zsil-völgy Nemzeti Park részeként védettséget élvez.

## Földrajz
A nyugatról a Vulkán-hegység és keletről a Páring-hegység között húzódó szoros a Petrozsényi-medencét köti össze Olténiával. Tengerszint feletti magassága 450 m. A 33 km hosszú szurdokvölgy amfibolit, kristályos mészkősziklái között a Zsil folyó fut Erdélyből dél felé, Havasalföld irányába.

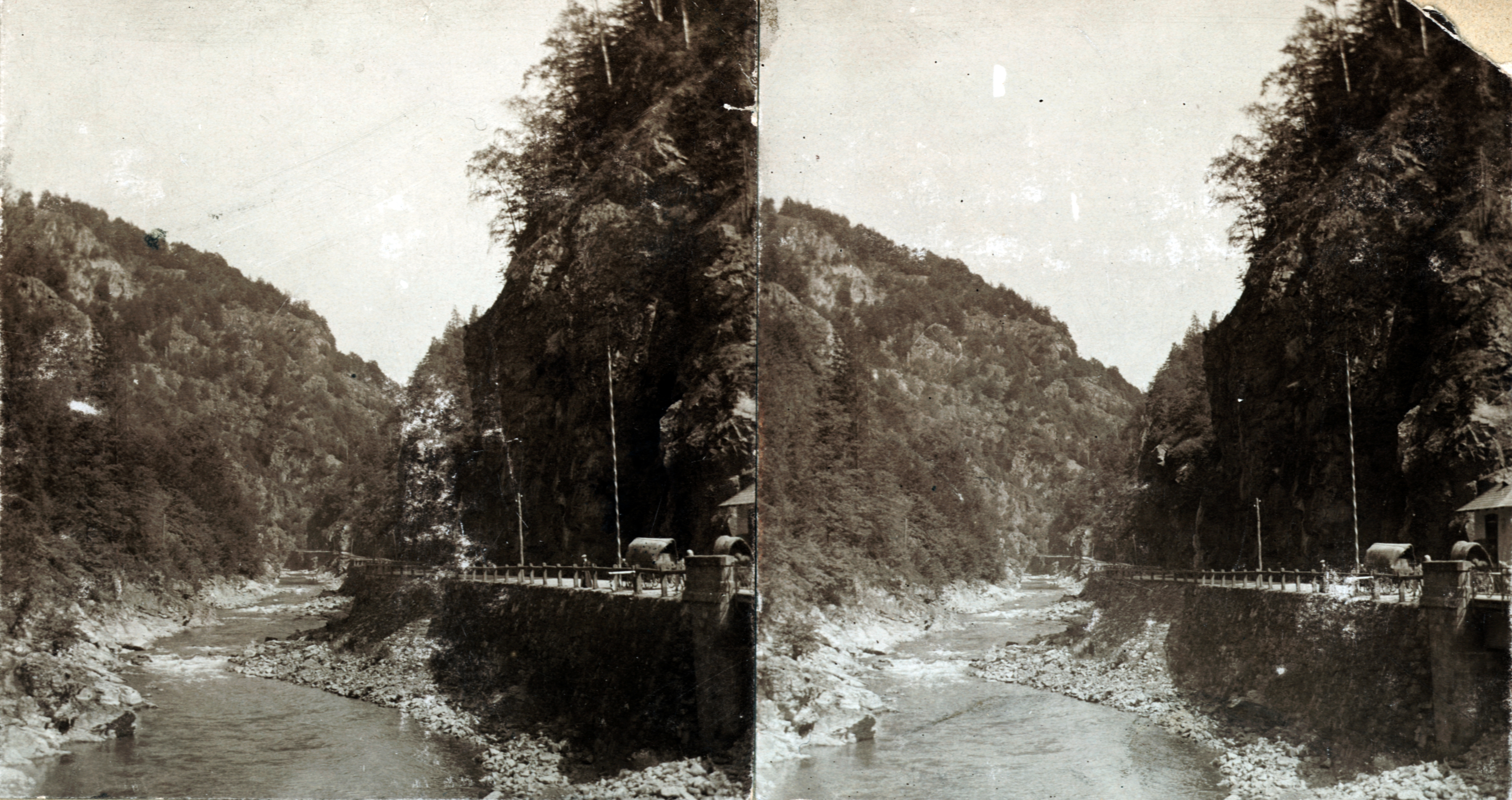
Magyar-román határátkelő a Zsil völgyében (1905)

## Történelem
A szoros szerepet játszott az első világháború során az erdélyi hadjáratban: 1916 szeptemberének elején a román hadsereg napok alatt elfoglalta Petrozsényt, majd a hónap közepén a 9. német hadsereg egyheti kemény harc során foglalta vissza a medencét, és szorította ki a szoros sziklafalába épített állásait keményen védő románokat. Október 12-én itt szerzett később végzetesnek bizonyuló sebesülést Ion Dragalina tábornok; később emlékművet emeltek neki.
Az Erdélyt Havasalfölddel összekötő közutat és vasútvonalat 1947-ben adták át.
2005-ben nemzeti parkot alakítottak ki.

## Közlekedés
Közút és vasút is áthalad benne. A DN66-os főút az E79 -es európai út része.